# Placer, Surigao del Norte
Placer là một đô thị hạng 4 ở tỉnh Surigao del Norte, Philippines. Theo điều tra dân số năm 2000, đô thị này có dân số 21.542 người trong 4.237 hộ.

## Các đơn vị hành chính
Placer được chia thành 20 barangay.
| - Amoslog - Anislagan - Bad-as - Boyongan - Bugas-bugas - Central (Pob.) - Ellaperal (Nonok) - Ipil (Pob.) - Lakandula - Mabini | - Macalaya - Magsaysay (Pob.) - Magupange - Pananay-an - Panhutongan - San Isidro - Sani-sani - Santa Cruz - Suyoc - Tagbongabong |

Bản mẫu:Surigao del Norte